# Голуб'ятинська сільська рада
Голуб'ятинська сільська рада — колишня адміністративно-територіальна одиниця та орган місцевого самоврядування у Попільнянському районі Білоцерківської округи, Київської й Житомирської областей Української РСР та України з адміністративним центром у с. Голуб'ятин.

## Населені пункти
Сільській раді були підпорядковані населені пункти:
- с. Голуб'ятин

## Населення
Відповідно до результатів перепису населення СРСР, кількість населення ради, станом на 12 січня 1989 року, становила 666 осіб.
Станом на 5 грудня 2001 року, відповідно до перепису населення України, кількість мешканців сільської ради становила 605 осіб.

## Склад ради
Рада складалась з 12 депутатів та голови.

## Керівний склад сільської ради
| ПІБ                    | Основні відомості                                                                    | Дата обрання | Дата звільнення |
| ---------------------- | ------------------------------------------------------------------------------------ | ------------ | --------------- |
| Шафір Марія Степанівна | Сільський голова, 1960 року народження, освіта                                       | 26.03.2006   | 31.10.2010      |
| Шафір Марія Степанівна | Сільський голова, 1960 року народження, освіта вища, Політична партія «Наша Україна» | 31.10.2010   |                 |

Примітка: таблиця складена за даними джерела

## Історія
Створена 1923 року в с. Голуб'ятин Паволоцької волості Сквирського повіту Київської губернії. 7 березня 1923 року увійшла до складу новоствореного Попільнянського району Білоцерківської округи.
Станом на 1 вересня 1946 року та 1 січня 1972 року сільська рада входила до складу Попільнянського району Житомирської області, на обліку в раді перебувало с. Голуб'ятин.
2 вересня 1954 року, відповідно до рішення Житомирського облвиконкому № 1087 «Про перечислення населених пунктів в межах районів Житомирської області», до складу ради включено хутір Брідок Паволоцької сільської ради Попільнянського району. 29 червня 1960 року, відповідно до рішення Житомирського ОВК № 672 «Про об'єднання деяких населених пунктів в районах області», х. Брідок приєднано до с. Голуб'ятин.
Припинила існування 29 грудня 2016 року через об'єднання до складу Попільнянської селищної територіальної громади Попільнянського району Житомирської області.